# Donatyre

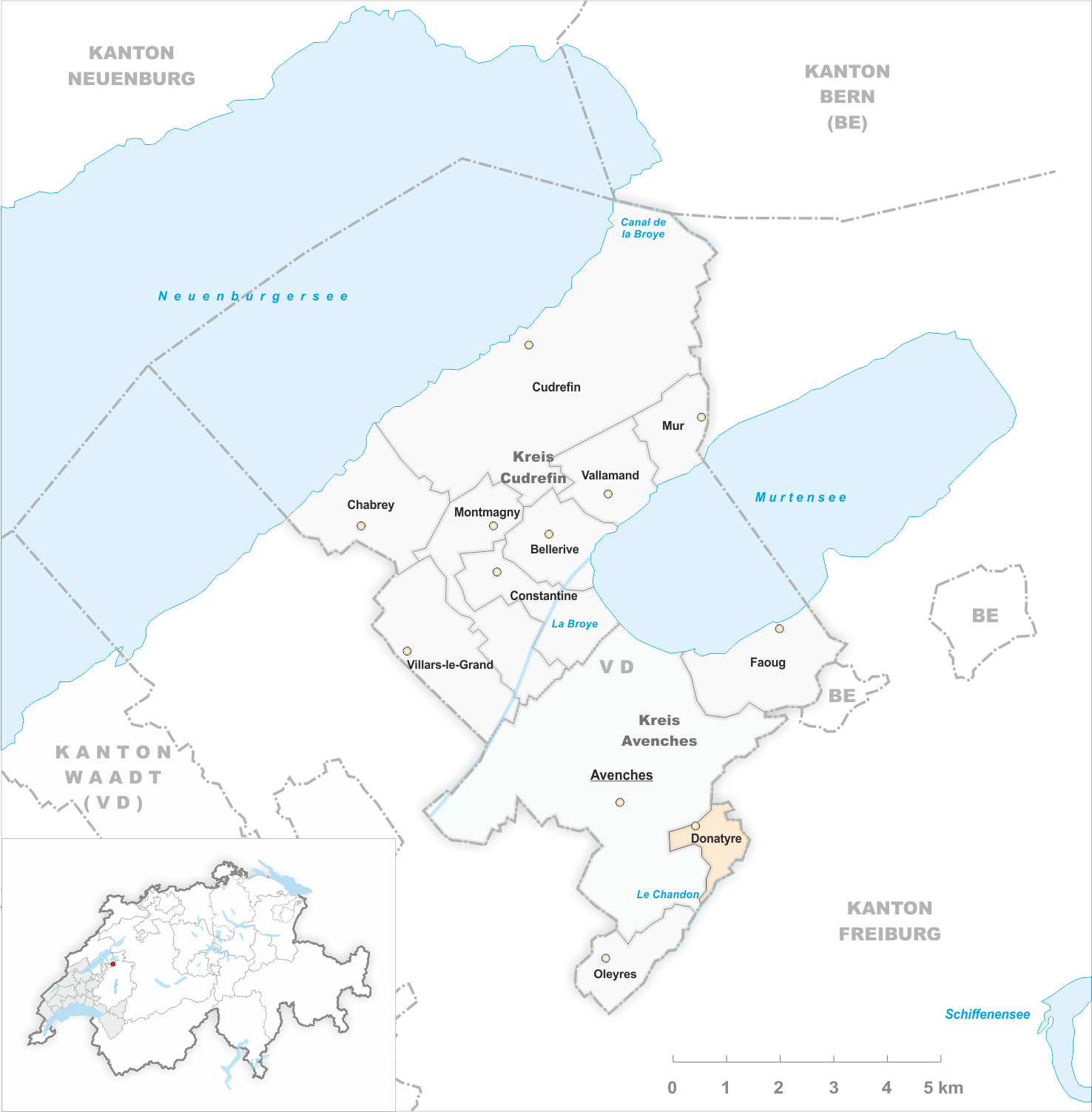
Gemeindestand vor der Fusion am 30. Juni 2006

Donatyre ist eine Ortschaft in der Gemeinde Avenches im Schweizer Kanton Waadt. Bis zum 30. Juni 2006 war sie eine eigenständige politische Gemeinde; mit Wirkung auf den 1. Juli 2006 wurde Donatyre nach Avenches eingemeindet. Der frühere deutsche Name Mutterzieh wird heute nicht mehr verwendet.

## Geographie
Donatyre liegt auf 505 m ü. M., eineinhalb Kilometer ostsüdöstlich des Bezirkshauptortes Avenches (Luftlinie). Das Dorf erstreckt sich auf einer Hochfläche im Molassehügelland südlich der Broyeebene, am Nordfuss des Bois de Châtel, im Schweizer Mittelland. Vor 2006 war das Dorf Donatyre politisch zweigeteilt, und zwar entlang der Dorfstrasse, die an der Stelle der Ringmauer der römischen Stadt Aventicum verläuft. Die nördlich dieser Strasse stehenden Häuser, von Aventicum aus „intra muros“ gelegen, gehörten schon damals zu Avenches, während die südlich der Strasse und damit „extra muros“ gelegenen Häuser die politische Gemeinde Donatyre bildeten.
Die Fläche des nur gerade 1,1 km² grossen ehemaligen Gemeindegebiets umfasste einen Abschnitt des Molassehügellandes zwischen der Broye und der Saane. Der Hauptteil wurde vom Hochplateau von Donatyre eingenommen. Nach Süden erstreckte sich der Gemeindeboden über den nordöstlichen Ausläufer des Hügelzugs Bois de Châtel bis in das Tal des Flüsschens Chandon. Von der ehemaligen Gemeindefläche entfielen 1997 9 % auf Siedlungen, 10 % auf Wald und Gehölze und 81 % auf Landwirtschaft. Zur Ortschaft Donatyre gehören auch einige Einzelhöfe.

## Bevölkerung
Mit 153 Einwohnern (Ende 2005) gehörte Donatyre zu den kleinsten Gemeinden des Kantons Waadt. Von den Bewohnern sind 85 % französischsprachig, 11,8 % deutschsprachig und 3,2 % portugiesischsprachig (Stand 2000). Die Bevölkerungszahl von Donatyre belief sich 1850 auf 198 Einwohner, 1900 auf 148 Einwohner. Nachdem die Bevölkerung bis 1980 auf 101 Personen abgenommen hatte, wurde seither wieder eine deutliche Bevölkerungszunahme registriert.

## Wirtschaft
Donatyre war bis in die zweite Hälfte des 20. Jahrhunderts ein vorwiegend durch die Landwirtschaft geprägtes Dorf. Noch heute haben der Ackerbau und der Obstbau eine wichtige Bedeutung in der Erwerbsstruktur der Bevölkerung. Weitere Arbeitsplätze sind im lokalen Kleingewerbe und im Dienstleistungssektor vorhanden. Am Chandon war früher eine Mühle in Betrieb. In den letzten Jahrzehnten hat sich das Dorf auch zu einer Wohngemeinde entwickelt. Viele Erwerbstätige sind Wegpendler, die in Avenches und zum Teil in Freiburg arbeiten.

## Verkehr
Das Dorf ist verkehrstechnisch recht gut erschlossen. Es liegt an einer Verbindungsstrasse von Avenches nach Freiburg. Der Autobahnanschluss Avenches an der A1 (Lausanne-Bern) ist rund 3 km vom Ortskern entfernt. Durch den Postautokurs, der von Freiburg nach Avenches verkehrt, ist Donatyre an das Netz des öffentlichen Verkehrs angebunden. Eine weitere Autobuslinie fährt auf der Strecke Freiburg-Donatyre-Villarepos.

## Geschichte
Die erste urkundliche Erwähnung des Ortes erfolgte 1228 unter dem Namen Donnatieri. Später erschienen die Bezeichnungen Domna Thecla (1343), Dompna Thecla alias Donatiere (1453), Donnatyre (1584) und Donatire (1849). Der Ortsname geht auf die Märtyrerin Thecla zurück. Durch die Übersetzung des französischen Wortes tire (tirer = ziehen) entstand der etwas eigenartig anmutende deutsche Ortsname Mutterzieh.
Seit dem Mittelalter war Donatyre im Besitz des Bischofs von Lausanne; auch die Edlen von Avenches besassen Güter auf dem Gemeindegebiet. Mit der Eroberung der Waadt durch Bern im Jahr 1536 gelangte das Dorf unter die Verwaltung der Vogtei Avenches. Nach dem Zusammenbruch des Ancien Régime wurde Donatyre 1798 während der Helvetik dem Kanton Freiburg angegliedert. Mit der Inkraftsetzung der Mediationsverfassung 1803 wurde das Dorf zusammen mit dem heutigen Bezirk Avenches als Exklave wieder dem Kanton Waadt zugeteilt.
Nachdem die Einwohner von Donatyre im Juni 2005 mit 69 gegen 15 Stimmen für die Fusion mit Avenches votiert hatten, wurde die Eingemeindung mit Wirkung auf den 1. Juli 2006 rechtskräftig.

## Kirche von Donatyre

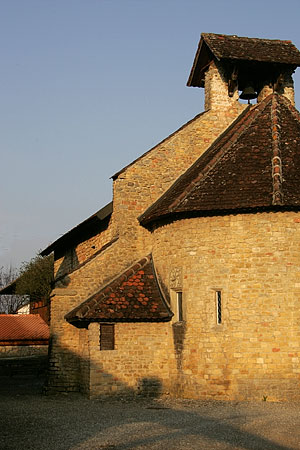
Frühromanischer Kirchenbau

Die ehemals dem Heiligen Stephanus geweihte Kirche von Donatyre ist ein frühromanischer Bau aus dem 11. Jahrhundert mit einer hufeisenförmigen Apsis und einer Espadaña. Das Mauerwerk wurde vollständig aus Quadersteinen errichtet, die einst zur römischen Ringmauer um Aventicum gehörten. Noch heute zeigt die Kirche weitgehend die Form aus ihrer Erbauungszeit; 1906 wurde eine sanfte Restaurierung unternommen. In der Apsis befindet sich eine Kopie der Fresken von Montcherand. Am Rand des Dorfes sind noch einige Überreste der Ringmauer von Aventicum erhalten.